# Малих Ксенія Олексіївна
Малих Ксенія Олексіївна (нар. 19 березня 1985, Київ) — українська кураторка та мистецтвознавиця. Керівниця «Дослідницької платформи» PinchukArtCentre, співзасновниця OK Projects, членкиня експертної ради з питань сучасного мистецтва при Міністерстві культури України, кураторка візуальної програми арт-центру Closer, менеджерка українського павільйону на 58-й Венеційська бієнале сучасного мистецтва (проєкт «Падаюча тінь „Мрії“ на сади Джардіні» за кураторством «Відкритої групи»).

## Біографія
Закінчила Національну академію образотворчого мистецтва та архітектури у 2012 році за спеціальністю мистецтвознавство.
2009 року почала працювати у київській галереї «Я Галерея» як проєктний менеджер[ангажоване джерело].
З 2010 по 2013 рік працювала в київському центрі сучасного мистецтва М17.
Після звільнення з М17 2013 року, разом з Ольгою Бекенштейн заснувала галерею в мистецькому центрі Closer.
Починаючи з 2016 року працює в PinchukArtCentre, де пройшла кар'єрний шлях від дослідниці та менеджера «Дослідницької платформи». З січня 2021 року і до сьогодні є керівницею «Дослідницької платформи». Першою виставкою в інституції стала «ПАРКОМУНА. Місце. Спільнота. Явище», яку Ксенія курувала разом з Тетяною Кочубінською. Також протягом цього часу Ксенія доєднувалась у ролі співкураторки до низки проєктів арт-центру, серед яких виставка номінантів премії PinchukArtCentre Prize, персональний проєкт Лесі Хоменко та проєкт Russian War Crimes.[ангажоване джерело]
У 2017 долучилась до навчального семінару «Цінності та суспільство» від Інституту Аспена.
Наприкінці 2020 року також ініціювала заснування галереї 22 разом із Валерією Шиллер.
Ксенія Малих також проводить активну незалежну кураторську практику. Протягом останніх років, Ксенія курувала персональні проєкти художників у різних художніх інституціях України, серед яких можна виділити проєкти: «Кіптява», Даніїл Ревковський та Андрій Рачинський, галерея Артсвіт, 2018 рік; «Солодка Яма», Микола Карабінович, галерея Масло, 2019; «Хто всі ці люди, що бачили той самий пейзаж?», Ярослав Футимський, експозиційний онлайн простір «SHUKHLIADA exposition environment», 2018.
Підсумовуючи свій досвід роботи, Ксенія так висловила своє розуміння роботи куратора в інтерв'ю виданню «YourArt»:
Куратор — це психолог, комунікатор, це людина, яка відповідає за кінцевий сенс того, що з'являється, інколи, це турбота, інколи маніпуляція, інколи ще щось, як гарний і поганий поліцейський, мати, бойова подруга, це все залежить від художника, який саме куратор буде ефективним поруч з ним.— Ксенія Малих у розмові зі Світланою Лібет

## Професійна діяльність

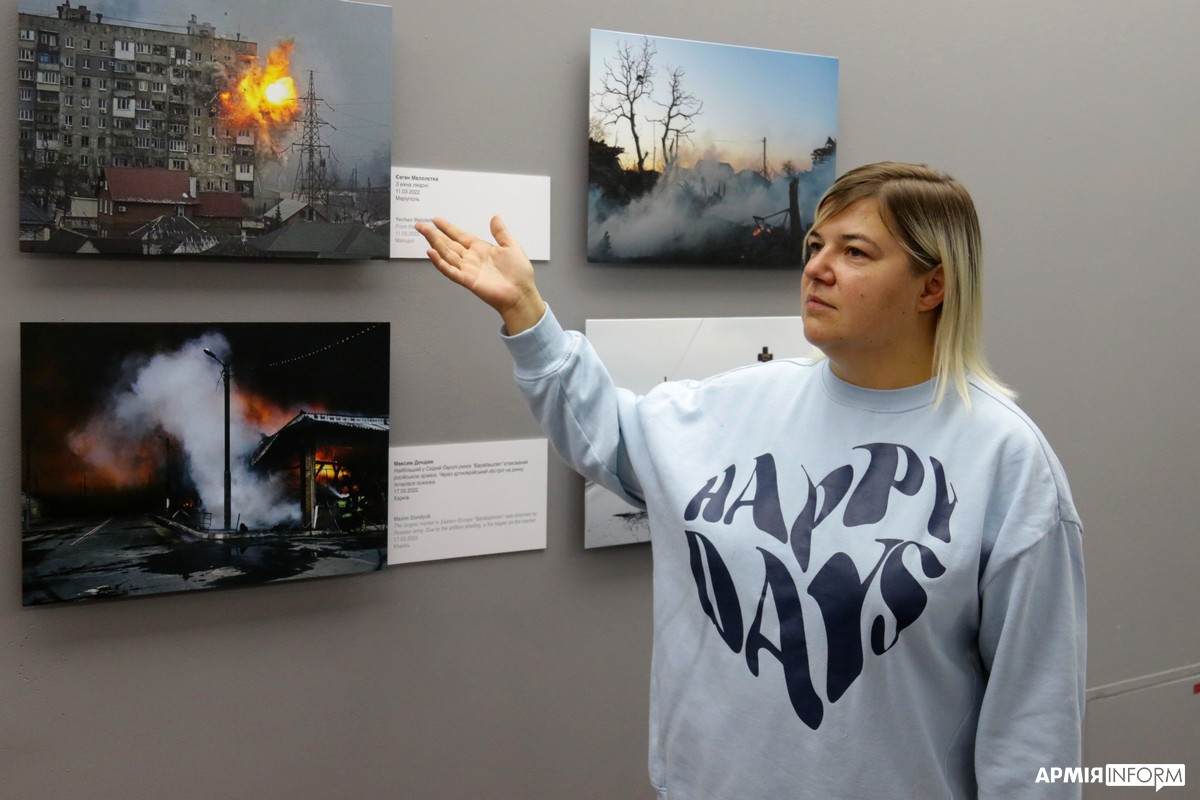
Ксенія проводить екскурсію для відвідувачів на виставці Russian War Crimes у PinchukArtCentre

Основний мій капітал — люди— Ксенія Малих

### Публіцистична діяльність
Ксенія Малих є регулярною дописувачкою до українських та міжнародних видань про мистецтво — YourArt, ArtsLooker, LB.ua, Bird in Flight.
Також вона виступила співавторкою друкованих публікацій про коло художників Паркомуни та Кирила Проценка, виданих PinchukArtCentre'ом ат Мистецьким Арсеналом.

### Викладацька діяльність
У 2020 році доклалась до створення курсу «Мистецтво» 1-4 класів для Всеукраїнської школи онлайн від МОН[неавторитетне джерело].
Протягом 2020—2022 років викладала курс «Селф-менеджмент» на дворічній програмі з сучасного мистецтва в Kyiv Academy of Media Arts. Ксенія також викладає на курсі для артменеджерів у КАМА[ангажоване джерело].
З 2023 року викладає в демократичній школі майбутні курси «Що хотіла сказати авторка?» та «Коли вже знаєш що хотіла сказати авторка»[ангажоване джерело].

## Публікації
- Клуб Поклонников Пиздеца. YourArt. 5 Березня 2020.
- Співець маскультури. Кирило Проценко. Палкий. ДП "НКММК «Мистецький арсенал». 2018. 154 с.
- Від Вавилона До Паркану: Виставки Художників Кола «паризької Комуни» (1987—1994). Паркомуна. Місце. Спільнота. Явище. Київ: Publish Pro, 2018. 208 c.
- А — архівуй! Що таке архівний імпульс у мистецтві та чому він актуальний сьогодні ArtsLooker. 13 липня, 2021
- Експозиційний дизайн ArtsLooker. 7 вересня, 2020
- Головний критичний текст за рік: 2021-ий в українському мистецтві YourArt. Костянтин Дорошенко, Настя Калита, Гаррі Краєвець та Ксенія Малих. 19 Грудня 2021.